# Sabattus (Maine, város)
Sabattus város az Amerikai Egyesült Államok Maine államában, Androscoggin megyében. Lakosainak száma 5044 fő (2020. április 1.).

## Népesség
A település népességének változása:

| 2010 | 4 876 |
| 2020 | 5 044 |